# Jugoslawen
Jugoslawen (wörtliche Übersetzung: Südslawen) ist ein unklarer, im Laufe der Geschichte des 20. Jahrhunderts sich verändernder Begriff zur Bezeichnung von Bevölkerungsgruppen im ehemaligen Jugoslawien.

## Königreich der Serben, Kroaten und Slowenen / Jugoslawien
Im Königreich der Serben, Kroaten und Slowenen war die offizielle Linie, dass Serben, Kroaten und Slowenen ein einziges dreinamiges Volk bilden bzw. ein Volk sind. In der ersten jugoslawischen Volkszählung von 1921 wurde gar keine Frage nach der Nationalität gestellt, sondern nur nach Muttersprache (Serbokroatisch oder Slowenisch) und Religionszugehörigkeit gefragt. Nach der Umbenennung des Staates in Königreich Jugoslawien unter der Königsdiktatur im Jahre 1929 wurde für das dreinamige Volk offiziell die Bezeichnung Jugoslawen eingeführt. Die jugoslawische Volkszählung von 1931 enthielt eine Frage nach der Nationalität, wobei nur zwischen Jugoslawen und verschiedenen nicht-südslawischen nationalen Minderheiten unterschieden wurde.

## FVR Jugoslawien / SFR Jugoslawien
Die Föderative Volksrepublik Jugoslawien gab durch verschiedene Einflüsse mit ihrer Verfassung von 1946 das Konzept eines einheitlichen jugoslawischen Volkes offiziell auf und sprach schließlich von Serben, Kroaten, Slowenen, Mazedoniern und Montenegrinern als den fünf Völkern Jugoslawiens. Der Vorschlag, die Bosniaken als sechstes Volk Jugoslawiens anzuerkennen, wurde damals hingegen abgelehnt. Der zuvor jahrhundertelange Kampf um Unabhängigkeit sowie um die angestrebte Vereinigung aller südslawischen Völker in einer Ethnie enthüllte damals wieder die Unterschiede.
In der jugoslawischen Volkszählung von 1948 gab es neben den Kategorien für die fünf offiziell anerkannten Völker und die nationalen Minderheiten noch die Kategorie Muslime unentschieden für diejenigen südslawischen Muslime, die sich keinem der offiziell anerkannten Völker zuordnen wollten, ansonsten wurde die Bevölkerung – von nicht separat aufgeführten Sonstigen abgesehen – vollständig den anerkannten Völker und Minderheiten zugeordnet. Der Begriff Jugoslawe wurde in dieser Volkszählung in ausdrücklicher Abgrenzung von der Politik des Vorkriegsjugoslawiens nicht verwendet.
In der Volkszählung von 1953 wurde die Kategorie Muslime unentschieden abgeschafft und stattdessen eine Kategorie Jugoslawen unentschieden eingeführt. Dieser sollten alle „Personen jugoslawischer [südslawischer] Abstammung, die sich nicht näher national entschieden haben“, zugeordnet werden; Personen, die sich als Muslime (im Sinne der Kategorie Muslime unentschieden des Jahres 1948) deklarierten oder eine regionale Zugehörigkeit angaben (d. h. sich einer Region innerhalb Jugoslawiens zuordneten mit einem Begriff, der keine anerkannte Nationalität bezeichnete), wurden in diesem Jahr ebenfalls als Jugoslawen unentschieden gezählt. Von den unentschiedenen Jugoslawen getrennt wurden hingegen andere national unentschiedene Personen, die nur national unentschieden angeben sollten. Im Ergebnis der Volkszählung von 1953 gab es insgesamt 998.698 national unentschiedene Jugoslawen, davon 891.800 in Bosnien und Herzegowina. Der Vergleich mit dem Jahr 1948 spricht dafür, dass in dieser Kategorie größtenteils bosnisch-herzegowinische Muslime gezählt wurden, für die es 1953 keine eigene Kategorie gab.
In den 1950er Jahren kam es innerhalb des Bundes der Kommunisten Jugoslawiens (BdKJ) zu Kontroversen über die Konzipierung des Jugoslawentums. Während die sogenannten integralen Jugoslawisten um Innenminister Aleksandar Ranković die Vorstellung vertraten, es solle und werde in Zukunft aus den bestehenden jugoslawischen Nationen eine einzige jugoslawische Nation entstehen, wurde diese Idee vor allem von Vertretern der Teilrepubliken Kroatien, Slowenien und Mazedonien abgelehnt, die diese Zielvorstellung als Ausdruck von Zentralismus und Unitarismus werteten. Mit dem neuen Programm des BdKJ von 1958 konnten sich die Gegner des integralen Jugoslawismus durchsetzen. In diesem Programm wurde die „Schaffung irgendeiner neuen "jugoslawischen Nation" anstelle der bestehenden Nationen“ explizit abgelehnt und stattdessen erklärt, "das jugoslawische sozialistische Bewusstsein, der jugoslawische sozialistische Patriotismus" beruhe auf den gemeinsamen Interessen „der Werktätigen aller Völker Jugoslawiens“; „das sozialistische Jugoslawentum als Form des sozialistischen Internationalismus“ und das „vom Geist des Internationalismus durchdrungene demokratische nationale Bewusstsein“ seien „zwei Seiten eines einheitlichen Prozesses“ und „jede Verabsolutierung des einen wie des anderen“ sei abzulehnen, da sonst das eine zum „reaktionären Nationalismus und Chauvinismus“, das andere zum „ebenso reaktionären großstaatlichen Hegemonismus“ führen würde.
In der Volkszählung von 1961 wurde zusätzlich zu den Kategorien für die fünf offiziellen Völker einerseits eine separate Kategorie Muslime im ethnischen Sinne für südslawische Muslime eingeführt, andererseits die Kategorie Jugoslawe unentschieden durch eine Kategorie Jugoslawe national unentschieden ersetzt. Mit der geänderten Benennung ging auch eine neue Definition der Kategorie einher: Als national unentschiedene Jugoslawen sollten jetzt alle Bürger Jugoslawiens, die sich nicht näher national entscheiden wollen, gezählt werden, das heißt nicht nur diejenigen südslawischer Abstammung. Analog zur Regelung aus dem Jahre 1953 galt 1961 weiterhin, dass Bürger Jugoslawiens, die eine regionale Zugehörigkeit angegeben hatten, als national unentschiedene Jugoslawen gezählt wurden. Von 317.124 im Jahre 1961 gezählten Jugoslawen lebten 275.883 in Bosnien und Herzegowina, wo sie 8,42 % der Bevölkerung stellten, während es auf der Ebene des Gesamtstaates nur 1,7 % waren; der Vergleich mit früheren und späteren Volkszählungen spricht dafür, dass vor allem ein Teil der bosnischen Muslime diese Kategorie wählte.
1963 wurden einerseits durch die neue Verfassung der Teilrepublik Bosnien und Herzegowina und die neue Verfassung des Gesamtstaates (mit der gleichzeitig die FVR Jugoslawien in Sozialistische Föderative Republik Jugoslawien umbenannt wurde) die Muslime im nationalen Sinne offiziell als sechstes Volk Jugoslawiens anerkannt, andererseits in Artikel 41 der Verfassung der SFR Jugoslawien das Recht jeden Bürgers verankert, seine Nationalität frei auszudrücken, und festgelegt, dass kein Bürger verpflichtet werden könne, über seine Nationalität Auskunft zu geben oder sich für eine bestimmte Nationalität zu entscheiden. In den folgenden jugoslawischen Volkszählungen gab es infolgedessen eigene Kategorien für alle sechs Völker Jugoslawiens, die anerkannten Nationalitäten und ethnische Gruppen (einschließlich der statistischen Restkategorie Sonstige), diejenigen, die sich als Jugoslawen erklärten, diejenigen, die unter Berufung auf Artikel 41 der Verfassung keine Auskunft gaben, diejenigen, die eine regionale Herkunft angeben, die nach offizieller Ansicht keine Nationalität war, aber trotzdem als Antwort akzeptiert werden musste, sowie diejenigen, deren Nationalität unbekannt war. Die drei Rubriken keine Angaben unter Berufung auf Artikel 41, Jugoslawen und regionale Herkunft wurden in den offiziellen Resultaten unter der gemeinsamen Überschrift Befragte, die keine Nationalität angegeben haben zusammengefasst.
Bei der Volkszählung 1981 bekannten sich 8,2 % oder 379.000 Menschen in Kroatien zur jugoslawischen Nationalität. Ebenfalls stark vertreten waren die Jugoslawen in Bosnien-Herzegowina (7,9 %), während sie in Mazedonien und Slowenien, also den historischen Gebieten, auf denen mehrheitlich keine serbokroatische Varietät gesprochen wird, mit weniger als 2 % kaum wahrnehmbar war. Überdurchschnittlich häufig wurde die Nationalität Jugoslawe von Personen angegeben, die jung, Großstadtbewohner, Kinder aus ethnisch gemischten Ehen oder Mitglieder des Bundes der Kommunisten Jugoslawiens waren.
Einen Überblick gibt folgende Tabelle:
| Republik bzw. Autonome Provinz            | 1971 | 1981 | 1991 |
| ----------------------------------------- | ---- | ---- | ---- |
| Serbische Provinz Vojvodina               | 2.4  | 8.2  | 8.4  |
| Bosnien und Herzegowina                   | 1.2  | 7.9  | 5.5  |
| Montenegro                                | 2.0  | 5.3  | 4.2  |
| Engeres Serbien (ohne autonome Provinzen) | 1.4  | 4.8  | 2.5  |
| Kroatien                                  | 1.9  | 8.2  | 2.2  |
| Slowenien                                 | 0.4  | 1.4  | 0.6  |
| Mazedonien                                | 0.2  | 0.7  | -    |
| Serbische Provinz Kosovo                  | 0.1  | 0.2  | 0.2  |
| Jugoslawien gesamt                        | 1.3  | 5.4  | 3.0  |

Bei der Volkszählung von 1991 gab es in folgenden Gemeinden mindestens einen 15%igen Anteil von Jugoslawen an der Bevölkerung: Dimitrovgrad 22,4 %, Tivat 20,6 %, Herceg Novi 19,1 %, Kotor 18,5 %, Tuzla 16,6 %, Sombor 15,5 %, Subotica 15,0 %. Weitere Gemeinden mit mindestens 100.000 Einwohnern und einem mindestens 10 %-Anteil von Jugoslawen waren Novi Sad 12,2 %, Banja Luka 12,0 %, Zenica 10,8 %, Sarajevo 10,7 %, Mostar 10,0 %.
In Mazedonien existierte Anfang der 1990er Jahre die Stranka na Jugosloveni vo Republika Makedonija (SJRM, Partei der Jugoslawen in der Republik Mazedonien), die sich als Repräsentant der Jugoslawen verstand.
Siehe auch: Geschichte Jugoslawiens